# أرشيبالد روبرتسون
أرشيبالد روبرتسون (بالإنجليزية: Archibald Robertson) هو رسام أمريكي، ولد في 8 مايو 1765 في أبردين في المملكة المتحدة، وتوفي في 6 ديسمبر 1835 في نيويورك في الولايات المتحدة.